# HD 114762
« HD 114762 A » et « HD 114762 B » redirigent ici. Pour le compagnon en orbite autour de HD 114762 A, voir HD 114762 Ab.
Désignations
HD 114762, ainsi désigné d'après le catalogue Henry Draper, est un système stellaire de la constellation de la Chevelure de Bérénice. Sa magnitude apparente combinée est de 7,29. D'après la mesure de sa parallaxe annuelle par le satellite Gaia, il est situé à une distance d'environ 38,2 pc (∼125 al) du Soleil. Sa principale composante est HD 114762 A, qui est elle-même une binaire spectroscopique. Son compagnon, HD 114762 B, a été découvert en 2002.

## HD 114762 A

### HD 114762 Aa
HD 114762 A est une étoile jaune-blanc de la séquence principale.

## HD 114762 B
HD 114762 B est une naine rouge distante de HD 114762 A d'environ 130 unités astronomiques.